# Enoplus polaris
Enoplus polaris är en rundmaskart som beskrevs av Nikolai Nikolaievich Filipjev 1946. Enoplus polaris ingår i släktet Enoplus och familjen Enoplidae. Inga underarter finns listade i Catalogue of Life.